# Maurice Mariaud
Maurice Mariaud (Marselha, 1875 - Paris, 1958) foi um realizador francês que iniciou a sua actividade logo que foram fundadas pelos irmãos Charles e Emile Pathé e por Léon Gaumont, no início dos anos vinte do século passado, duas das mais importantes produtoras francesas, as sociedades concorrentes Pathé e Gaumont.
Mariaud foi contratado em França pelo português Raul de Caldevilla para vir realizar em Portugal filmes que este pretendia produzir. Uma vez em Portugal, Mariaud realizou vários filmes para a firma Caldevilla Film e para outras produtoras.

## Biografia
Mariaud pertence à geração dos que aprenderam o ofício de cinema com alguns dos seus pioneiros. Uma das obras mais notadas que realizou no seu país antes de vir para Portugal foi «um filme estranho e branco, em que a existência corajosa dum explorador árctico perdido nos gelos polares era sugerida» em décors artificiais, no calor de um estúdio. Trabalhou com actores bem conhecidos no seu tempo e co-realizou um dos seus filmes com Jean Epstein, La Goute de Sang.
O primeiro filme que fez em Portugal foi  Os Faroleiros  (1923), uma das suas obras mais conseguidas, que a Pathé distribuiu anunciando-a nos seguintes termos: «É um cartão de visita primorosamente litografado que lançamos no mercado internacional». O segundo filme que realizou para a Cadevilla Film, nesse mesmo ano, foi As Pupilas do Senhor Reitor , obra menos conseguida. Antes de voltar a França, nesse mesmo ano também, realizou O Fado (filme). O filme estreou com bastante sucesso no cinema Olympia, acompanhado à guitarra pelos professores António Mouzon e Ernesto Lima.
Tornou-se referência inspiradora para outros, que voltariam a explorar o tema. Mariaud voltaria a Portugal em 1931 para dirigir a história de uma cigana que toma banho nua num ribeiro e se torna modelo e fonte de inspiração e de sarilhos de um pintor imprudente. O filme perdeu-se.

## Filmografia
- Okoma – c.m. (1912)
- Le Musicien – c.m. (1913)
- Le Baiser rouge (1913)
- L'Aveugle (1913)
- Prince en exil – c.m. (1914)
- Le Petit clairon – c.m. (1914)
- La Peste noire – c.m. (1914)
- Les Donataires – c.m. (1914)
- La Main de l'autre – c.m. (1914)
- Cléopâtre – c.m. (1914)
- Un Scandale au village – c.m. (1914)
- Nemrod et cie (1916)
- Le Roi de l'étain (1916)
- Les Mouettes (1917)
- Le Nocturne à la poupée (1917)
- La Danceuse Volée (1917)
- La Calomnie (1918)
- L’Etau (1920)
- L’Idole Brisé (1921)
- L´Homme de la Poupée (1921)
- L’Aventurier (1921)
- Os Faroleiros (1923)
- As Pupilas do Senhor Reitor (1923)
- O Fado (filme) (1923)
- L'Aventurier (1924)
- La Goutte de sang (1924)
- Mon Oncle (1925)
- Le secret du Cargo (1929)
- Nua  (1931)